# Geolycosa liberiana
Geolycosa liberiana là một loài nhện trong họ Lycosidae.
Loài này thuộc chi Geolycosa. Geolycosa liberiana được Carl Friedrich Roewer miêu tả năm 1960.